# Miquel Duran i Tortajada
 (juin 2025).
Si vous disposez d'ouvrages ou d'articles de référence ou si vous connaissez des sites web de qualité traitant du thème abordé ici, merci de compléter l'article en donnant les références utiles à sa vérifiabilité et en les liant à la section « Notes et références ».
Miquel Duran i Tortajada, également connu sous le nom de plume Miquel Duran de València, né le 20 août 1883 à Valence et mort le 28 novembre 1947 à Valence, est un écrivain et activiste culturel valencien.

## Biographie
Il participe à la direction de diverses entités de caractère culturel. En 1906 il est président du comité directeur de la société València Nova ; en 1907, il défend la formation de la Joventut Regionalista Valenciana, puis en 1908 celui de la Joventut Valencianista ; en 1910 il devient secrétaire du Centre régionaliste valencien (Centre Regionalista Valencià). Au cours des mêmes années il dirige les organes de diffusion de la Joventut Regionalista Valencia, Lo Crit de la Pàtria, et celui du Centre régional valencien, Renaiximent. Entre 1913 et 1026, il écrit dans diverses revues de Joventut Valencianista : València Nova, València et Pàtria Nova. Nationaliste radical de gauche, les postures qu'il défend sont fréquemment sources de friction avec les conceptions plus modérées du valencianisme politique de l'époque.
Entre 1910 et 1916, il vit à Sabadell, où il fonde et dirige le quotidien Diari de Sabadell. Entre 1910 et 1920, il doit s'exiler en France. Au retour de l’exil, il s'établit à Barcelone et dirige le journal  La Publicitat. Entre 1922 et 1924, il réalise divers voyages puis, à son retour à Barcelone, intègre l'équipe de La Veu de Catalunya. Il contribue également occasionnellement au journal valencien Las Provincias à travers des chroniques sur l’actualité catalane.
Sa pensée politique est influencées par les mouvements nationalistes catalans, plus structurés et revendicatifs que leurs homologues valenciens, ainsi que la situation politique de la Catalogne en général.
Les trois premiers volumes de son œuvre poétique, Cordes vibrants, Himnes i poemes et Cançons valencianes sont publiés à Barcelone.
En 1933, sous la Seconde République, il rentre dans sa ville natale, poursuit ses activités nationalistes et fonde l'année suivante la revue littéraire La República de les Lletres.
Durant la guerre civile, il écrit le recueil de poésies Guerra, victòria, demà (1938), qui exhorte à la résistance politique et civique contre le fascisme. Il travaille comme fonctionnaire aux archives municipales de Valence, mais à la fin de la guerre il est remercié et on lui interdit d'exercer le journalisme.

## Œuvres
Son œuvre littéraire est fondamentalement composée de poésie, souvent avec des accents patriote, bien qu'il ait également écrit des ouvrages dramatiques, des essais ou des biographies. Il est également le traducteur en catalan des romans de Blasco Ibáñez, Fleur de Mai et La Barraca.

### Poésie
- 1910 : Cordes vibrants
- 1916 : Himnes i poemes
- 1916 : Cant a la unitat de la Raça (présenté aux Jeux floraux de Barcelone de 1916)[1]
- 1920 : Lloança del voluntari català (présenté aux Jeux floraux de Barcelone de 1920)[2]
- 1920 : Cançons valencianes. Del pla, de la muntanya i del mar (présenté aux Jeux floraux de Barcelone de 1920)[3]
- 1929 : Cançons valencianes
- 1938 : Guerra, victòria, demà

### Théâtre
Les œuvres théâtrales de Miquel Duran n'ayant jamais été publiées, il est difficile d'en donner une liste exhaustive.
- 1928 : L'amor i els lladres, Teatre Alkázar, Valence
- 1929 : Les dones són el diable, avec Enric Duran i Tortajada
- 1930 : Parents, amics i coneguts, Barcelone
- 1930 : La Ràdio
- 1931 : Ahí va un cassador! (sic), avec Enric Duran i Tortajada, Teatre Alkázar, Valence, 4 janvier
- 1932 : Un home de sort, avec Enric Duran i Tortajada, Teatre Valencià, 18 novembre
- 1934 : Paraís sis, tercer pis, avec Enric Duran i Tortajada, Nostre Teatre, Valence, 23 février

### Essai
- 1911 : De literatura valenciana
- 1915 : El Centre de Cultura Valenciana
- 1934 : Catalunya té raó
- 1935 : Elogi del llibre
- 1935 : La personalitat valenciana en el Museu d'història de la Ciutat
- 1936 : Biografia de Teodor Llorente